# 未来に向って (ANKHの曲)
「未来に向って」（みらいにむかって）は、1980年10月21日にフォーライフ・レコードから発売されたANKHの2枚目のシングルである。（松原と曽我のトータルでは5枚目である。）

## 背景、音楽性
表題曲である「未来に向って -ニュー鉄腕アトム-」は、日本テレビ系アニメ『鉄腕アトム』のエンディングテーマに起用された。
B面の「鉄腕アトム」は上高田少年合唱団のカバーで、原曲は1963年に放送された『鉄腕アトム』（第1作）のオープニングテーマ。

## 収録曲
| 全編曲: 三枝成章。 |                                     |            |           |      |
| #                  | タイトル                            | 作詞       | 作曲      | 時間 |
| 1.                 | 「未来に向って -ニュー鉄腕アトム-」 | 手塚治虫   | 三枝成章  | 2:56 |
| 2.                 | 「鉄腕アトム」                      | 谷川俊太郎 | 高井達雄  | 2:55 |
| 合計時間:          | 合計時間:                           | 合計時間:  | 合計時間: | 5:51 |